# محمد شاه الثاني
محمد شاه الثاني بن بهرام شاه - آخر حكام دولة كرمان السلجوقية (1184م - 1187م)، وابن بهرام شاه .

## ولايته
اعتلى العرش عام 1184 (579 هـ) بعد وفاة عمه. وورث الحروب الأهلية التي تسببت في اضطرابات وتردي في الأوضاع المعيشية، في سنواته الأولى من حكمه، هرب محمد شاه بعد تعرضه للتهديد من قبل عمه أرسلان شاه الثاني، وأجبرته الظروف الاقتصادية المتدهورة والمجاعة وتراجع عدد السكان إلى نقل العاصمة من بردسير إلى باما، كما اشتدت هجمات الغزنويين بقيادة ملك دينار على المنطقة، حتى سقطت كرمان عام 580 هـ، وانتهى حكم سلاجقة في المنطقة بعد ان استمر 150 عاماً، وتأسست مكانها ولاية كرمان أوغوز.
كان محمد شاه يأمل في البداية في تلقي المساعدة الأجنبية لاستعادة كرمان، وسافر إلى فارس والعراق طالبًا المساعدة. كما طلب المساعدة من علاء الدين خوارزم شاه ، لكنه أدرك في النهاية صعوبة الحصول على المساعدة في استعادة كرمان، وشق طريقه إلى الإمبراطورية الغورية وقضى ما تبقى من حياته في خدمة السلاطين الغوريين.